# Флемінг (Колорадо)
Флемінг (англ. Fleming) — місто (англ. town) в США, в окрузі Логан штату Колорадо. Населення — 428 осіб (2020).

## Географія
Флемінг розташований за координатами 40°40′54″ пн. ш. 102°50′22″ зх. д. / 40.68167° пн. ш. 102.83944° зх. д. (40.681771, -102.839443).  За даними Бюро перепису населення США в 2010 році місто мало площу 1,35 км², уся площа — суходіл.

## Демографія
Згідно з переписом 2010 року, у місті мешкало 408 осіб у 165 домогосподарствах у складі 109 родин. Густота населення становила 303 особи/км².  Було 204 помешкання (151/км²).
Расовий склад населення:
| - 98,0 % — білих - 0,2 % — вихідців з тихоокеанських островів - 1,5 % — осіб інших рас |

До двох чи більше рас належало 0,2 %. Частка іспаномовних становила 5,1 % від усіх жителів.
За віковим діапазоном населення розподілялося таким чином: 27,7 % — особи молодші 18 років, 56,9 % — особи у віці 18—64 років, 15,4 % — особи у віці 65 років та старші. Медіана віку мешканця становила 38,3 року. На 100 осіб жіночої статі у місті припадало 104,0 чоловіків;  на 100 жінок у віці від 18 років та старших — 109,2 чоловіків також старших 18 років.
Середній дохід на одне домашнє господарство  становив 45 372 долари США (медіана — 41 875), а середній дохід на одну сім'ю — 49 243 долари (медіана — 48 250). Медіана доходів становила 41 929 доларів для чоловіків та 30 000 доларів для жінок. За межею бідності перебувало 24,3 % осіб, у тому числі 33,0 % дітей у віці до 18 років та 8,7 % осіб у віці 65 років та старших.
Цивільне працевлаштоване населення становило 267 осіб. Основні галузі зайнятості: освіта, охорона здоров'я та соціальна допомога — 18,0 %, сільське господарство, лісництво, риболовля — 13,1 %, роздрібна торгівля — 10,1 %, публічна адміністрація — 9,7 %.